# Stanley Sue
Stanley Sue (Portland, 13 de febrero de 1944 - 6 de junio de 2024) fue un psicólogo clínico estadounidense conocido por sus contribuciones al campo de los estudios multiculturales, específicamente en relación con los problemas de salud mental de las minorías étnicas y la necesidad de competencia cultural en el tratamiento de trastornos psicológicos. Sue fue Profesor Distinguido de Psicología Clínica en la Universidad de Palo Alto. Su trabajo se cita a menudo en debates sobre los logros educativos de los estadounidenses de origen asiático y el estereotipo de la minoría modelo.
Sue fue coautor de libros de texto populares y otros títulos, incluidos Understanding Abnormal Behavior, Essentials of Understanding Abnormal Behavior, y The Mental Health of Asian Americans: Contemporary Issues in Identifying and Treating Mental Problems.

## Biografía
Stanley Sue nació el 13 de febrero de 1944 en Portland, Oregón, en una familia de inmigrantes chinos. Tenía dos hermanos mayores, incluido Derald Wing Sue, Profesor de Psicología y Educación en Teachers College, Universidad de Columbia, con quien colaboró extensamente. Sue y su hermano Derald fueron cofundadores de la Asociación de Psicología Asiático Americana.
Sue recibió su título de B.S. en Psicología en la Universidad de Oregón en 1966, Posteriormente asistió a la escuela de posgrado en la Universidad de California, Los Ángeles (UCLA), donde obtuvo un título de M.A. en 1967 y un doctorado en Psicología Clínica en 1971. La disertación doctoral de Sue sobre modos de reducción de la disonancia cognitiva fue realizada bajo la supervisión de Bertram Raven. Sue fue miembro de la facultad de la Universidad de Washington, UCLA y la Universidad de California, Davis antes de unirse a la facultad de la Universidad de Palo Alto en 2011.
Sue murió por complicaciones de una cirugía a corazón abierto el 6 de junio de 2024, a la edad de 80 años.

## Investigación
El trabajo de Sue se dedicó a las minorías étnicas y las dificultades que enfrentan al recibir tratamiento para problemas de salud mental y cómo pueden luchar en la sociedad debido a la discriminación y los prejuicios. Sue creó conciencia sobre estos problemas y llevó su investigación a comités médicos para abogar por el cambio.
En una investigación pionera, Sue y su colega Herman McKinney siguieron a más de 14,000 clientes en 17 agencias comunitarias de salud mental ubicadas en el condado de King en el estado de Washington. Los investigadores observaron que los clientes negros que recibían tratamiento tendían a abandonarlo mucho antes que los clientes blancos. Sue ofreció ideas sobre cómo abordar adecuadamente este problema, creando conciencia de que la situación estaba ocurriendo en primer lugar. Sue también puso de manifiesto que puede haber una falta de transparencia y conexión en cómo un terapeuta trabaja con un cliente minoritario. Al hacerlo, Sue identificó las lagunas presentes en el campo de la psicología con respecto al tratamiento de minorías étnicas y abordó el problema abogando por la competencia multicultural en el cuidado de la salud mental.

## Premios
Sue recibió varios premios prestigiosos a lo largo de su carrera. Estos incluyen el Premio de Contribuciones Distintas a la Psicología en el Interés Público de la Asociación Estadounidense de Psicología (APA) en 1986 y el Premio de Contribuciones Distintas a la Investigación en Políticas Públicas de la APA en 1996. Sue recibió el primer Premio Stanley Sue por Contribuciones Distintas a la Diversidad en Psicología Clínica en 2003. Este premio es otorgado anualmente por la APA a "psicólogos que han realizado contribuciones notables a la comprensión de la diversidad humana y cuyas contribuciones tienen una promesa significativa para mejorar la condición humana, superar los prejuicios y mejorar la calidad de vida de la humanidad."
Otros premios incluyen el Premio a las Contribuciones Distintas a la Investigación en Psicología de Minorías Étnicas de 1990, otorgado por la Sociedad para el Estudio Psicológico de Problemas de las Minorías Étnicas (División 45 de la APA), el Premio de Contribución Distinguida de la Asociación de Psicología Asiático Americana de 1990, y el Premio Dalmas A. Taylor de 1999 por Liderazgo Pionero, Becas y Defensa Agresiva de las Minorías Étnicas.